# Philaenus ferrugineus
Philaenus ferrugineus är en insektsart som beskrevs av Melichar 1902. Philaenus ferrugineus ingår i släktet Philaenus och familjen spottstritar. Inga underarter finns listade i Catalogue of Life.